# Перейти межу
«Перейти межу» (англ. Across the Line: The Exodus of Charlie Wright) — американський фільм 2010 року.

## Сюжет
Ділок, що провернув фінансову аферу на 2 мільярди доларів, намагався залягти на дно у Мексиці, але на нього і його гроші починається справжнє полювання. Загрузлий у боргах місцевий наркобарон, російський гангстер і агент ФБР вступають на стежку війни, щоб добути гроші. Хто залишиться серед живих у грі без правил, щоб розповісти цю історію?